# Dual Towers
Die Dual Towers (auch Financial Harbour Towers) sind ein Gebäudekomplex aus den beiden Zwillingstürmen Dual Towers 1 (Financial Centre – East Tower) und Dual Towers 2 (Financial Centre – West Tower) in Manama, Bahrain, und sollen mit weiteren geplanten Gebäuden zukünftig den Bahrain Financial Harbour bilden. Beide Gebäude wurden im Jahre 2007 fertiggestellt und sind seitdem die höchsten Gebäude des Staates Bahrain. Die vom Architektenbüro Ahmed Janahi Architects geplanten Gebäude zählen 53 Stockwerke, die ausschließlich Bürozwecken dienen.